# Hyptis domingensis
Hyptis domingensis là một loài thực vật có hoa trong họ Hoa môi. Loài này được Urb. mô tả khoa học đầu tiên năm 1912.